# Грабовське (пункт контролю)
50°41′56″ пн. ш. 35°27′8″ сх. д. / 50.69889° пн. ш. 35.45222° сх. д.
Грабо́вське — пункт пропуску через державний кордон України на кордоні з Росією.
Розташований у Сумській області, Краснопільський район, поблизу однойменного села на автошляху місцевого значення. З російського боку знаходиться пункт пропуску «Старосєльє», Красноярузький район, Бєлгородська область у напрямку Красної Яруги.
Вид пункту пропуску — автомобільний, пішохідний (тільки піший рух). Статус пункту пропуску — місцевий (з 9.00 до 18.00).
Характер перевезень — пасажирський.
Пункт пропуску «Грабовське» може здійснювати лише радіологічний, митний та прикордонний контроль.